# Madonnalilja

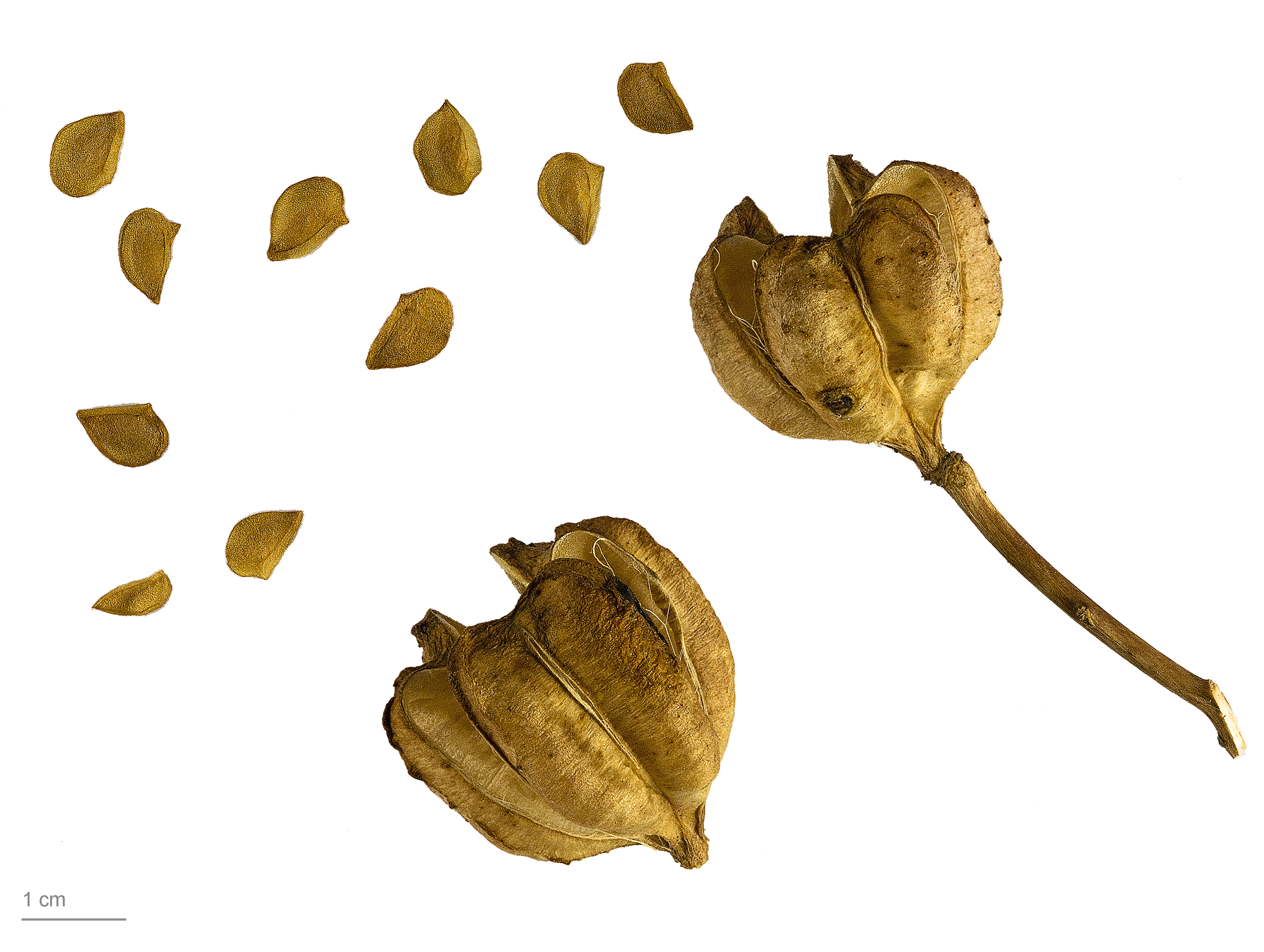
Lilium candidum

Madonnalilja (Lilium candidum) är en art i familjen liljeväxter. Förekommer på Balkan, i Turkiet, Libanon, Syrien och i Israel. Arten är införd till Europa och ursprunglig i Mellanöstern. Madonnalijan är en av de tidigast odlade växterna och infördes troligen av romarna till Europa. Odlas som trädgårdsväxt i Sverige.

## Beskrivning
Flerårig, kal ört med lök, 50–180 cm. Lök rund, 7–10 cm i diameter, lökfjäll vita till gulaktiga. Stjälkarna saknar stjälkrötter och kan vara gröna eller rödaktigt purpurfärgade. Plantan bildar under hösten en övervintrande rosett av blad vid marken. Dessa blad är spatelformiga till äggrunda, ca 7 × 3–4 cm. Under våren växer stjälken fram, denna har strödda, lansettlika blad.
Blommorna kommer ca 20 i en klase. De är öppet klocklika med sidenlyster, väldoftande. Kalkbladen är rent vita med gul bas, 5–8 × 1–5 cm. Ståndare gröna, pollen gult och doftande. Blommar i juni–juli.
Två varieteter erkänns:
- var. candidum – steril.
- var. salonikae – fertil. Är en mindre planta med gröna stjälkar. Blommorna öppnar sig mera och har smalare kalkblad. Västra Grekland.

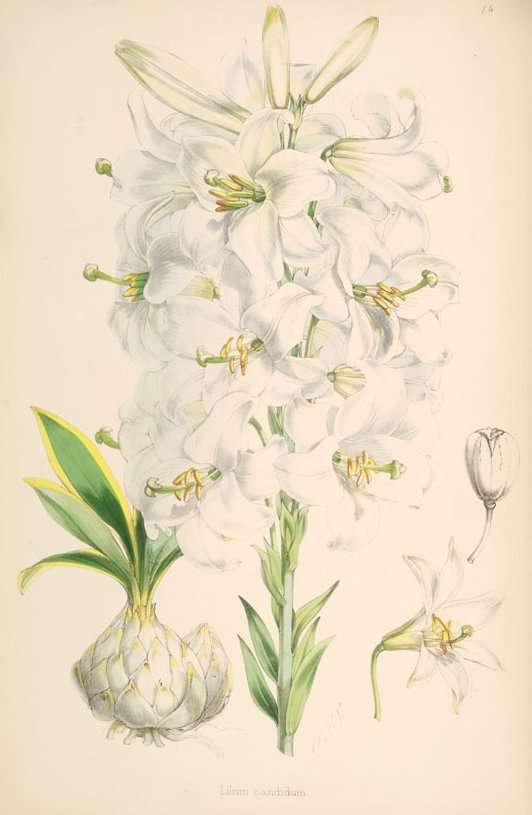
'Aureomarginatum'

## Sorter och hybrider
- 'Aureomarginatum' – har gula bladkanter.
- 'Bratislava' – blommor vita, 10–12 × 12–15 cm, utåtriktade eller uppåtriktade med 9 välutvecklade och ofta tre rudimentära kalkblad. Blomman är bredare och mer vaxartad än vanligt. Förädlad av J. Hejdu, 1972.
- 'Cascade' – en serie förbättrade kloner framtagna av J.de Graaff, 1947.
- 'Monstrosum' – känd sedan 1600-talet med abnorm växt. Möjligen en virus- eller svampinfekterad planta.
- 'Sultan Zamback' ('Cernuum', 'Samback') – har mörka, nästan svarta stjälkar och spetsiga kalkblad. Blommorna tenderar att nicka. Möjligen fertil. Känd sedan 1601.
- 'Plenum' – fylldblommig.
- 'Variegatum' - har vitfläckiga blad.
- 'White Eagle' - selektion av 'Cascade'. Höga stjälkar och stora blommor. Tidigblommande. J. de Graaff 1947.
- 'White Elf' - selektion av 'Cascade'. Korta stjälkar och medelstora blommor. Tidigblommande. J. de Graaff 1947.
- 'White Falcon' - selektion av 'Cascade'. Höga stjälkar och mycket stora blommor. Senblommande. J. de Graaff 1947.

- Isabell-lilja (Lilium ×testaceum) är en hybrid mellan madonnalilja (L. candidum) och Turbanlilja (L. chalcedonicum).

## Odling
Planteras under tidig höst med lökspetsen i markytan.

## Synonymer
var. candidum
- Lilium album Houtt., 1780
- Lilium byzantinum Steud., 1840
- Lilium candidum var. cernuum Weston, 1972 = 'Sultan Zamback'
- Lilium candidum var. plenum Weston, 1972 = 'Plenum'
- Lilium candidum var. peregrinum Baker, 1871
- Lilium peregrinum Mill., 1768
- Lilium striatum Baker, 1877

var. salonikae Stoker, 1935